# Сучков, Егор Дмитриевич (пловец)

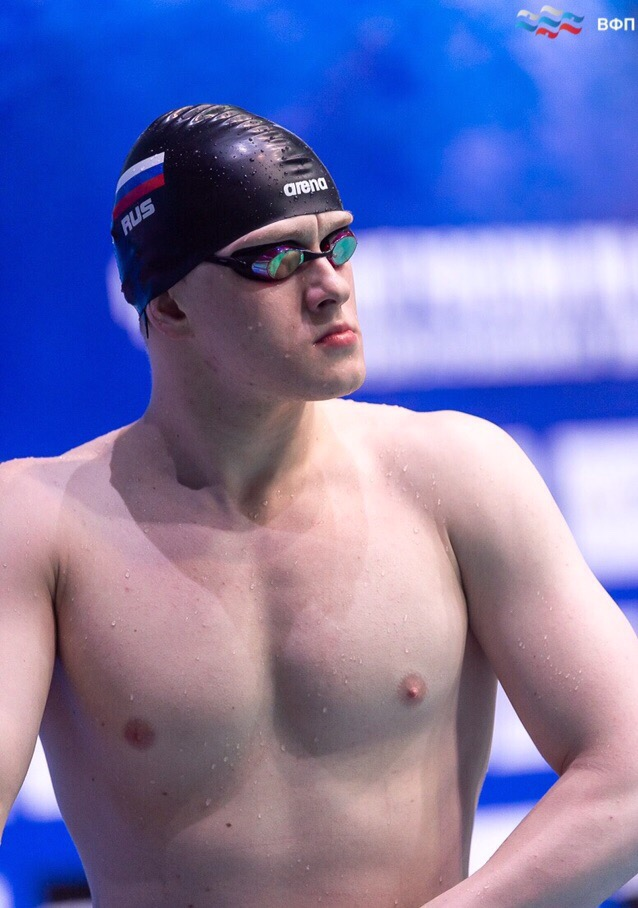
Финал Чемпионата России по плаванию на дистанции 200м комплексное плавание. г. Москва, СК "Олимпийский"

Егор Дмитриевич Сучков (род. 3 июня 1997, Энгельс Саратовская область) — российский пловец, чемпион I Европейских игр 2015 в Баку, победитель первенства мира и Европы, мастер спорта России международного класса. Многократный призёр чемпионатов России по плаванию на короткой воде в составе эстафет. Специализируется в плавание брассом.

## Спортивная карьера
В 2014 году на первенстве Европы по плаванию, которое состоялось в г. Дордрехт (Нидерланды), завоевал золотую медаль в составе комбинированной эстафеты 4 по 100 метров. В 2015 году стал победителем первенства мира в Сингапуре в составе комбинированной эстафеты 4 по 100 метров.
На I Европейских играх в Баку, в комбинированной эстафете 4 по 100 метров в составе российской команды стал победителем. На дистанции 100 м брасс в финале стал пятым.
В 2018, 2019 и 2020 году становился призёром чемпионата России по плаванию на короткой воде в составе эстафетных команд Пензенской области.
На этапе Кубка Мира в 2017 году на дистанции 200 м брасс (2:06,47) занял 5-е место и выполнил норматив МСМК. Приказом министерства спорта Российской Федерации от 27 апреля 2018 года было присвоено звание Мастер спорта России международного класса.
В 2021году стал Чемпионом России.